# Élections législatives de 1981 dans les Hautes-Alpes
Les élections législatives françaises de 1981 dans les Hautes-Alpes se déroulent les 14 et 21 juin 1981.

## Élus
| Circonscription | Député sortant                                  | Parti | Parti     | Député élu ou réélu | Parti | Parti |
| --------------- | ----------------------------------------------- | ----- | --------- | ------------------- | ----- | ----- |
| 1re             | René Serres suppléant de Pierre Bernard-Reymond |       | UDF (CDS) | Daniel Chevallier   |       | PS    |
| 2e              | Marcel Papet suppléant de Paul Dijoud           |       | UDF (PR)  | Robert de Caumont   |       | PS    |

## Positionnement des partis
Le Parti socialiste et le Parti communiste français, sous l'appellation « majorité d'union de la gauche », se présentent dans les deux circonscriptions, tout comme l'Union pour la nouvelle majorité, alliance électorale qui réunit les partis politiques membres de la majorité sortante. Elle soutient les deux sortants UDF qui furent remplacés par leurs suppléants à la suite de leur nomination au gouvernement : Pierre Bernard-Reymond (CDS) dans la 1re, Paul Dijoud (PR) dans la 2e.
Enfin, un gaulliste de progrès est candidat dans la circonscription de Gap (1re).

## Résultats

### Résultats à l'échelle du département
| Parti          | Parti                                  | Premier tour | Premier tour | Second tour | Second tour | Sièges |
| Parti          | Parti                                  | Voix         | %            | Voix        | %           | Sièges |
| -------------- | -------------------------------------- | ------------ | ------------ | ----------- | ----------- | ------ |
|                | Parti socialiste                       | 20 601       | 38,44        | 31 606      | 52,11       | 2      |
|                | Parti communiste français              | 7 511        | 14,02        |             |             | 0      |
|                | Majorité présidentielle                | 28 112       | 52,46        | 31 606      | 52,11       | 2      |
|                |                                        |              |              |             |             |        |
|                | Union pour la démocratie française     | 25 284       | 47,18        | 29 046      | 47,89       | 0      |
|                | Union pour la nouvelle majorité        | 25 284       | 47,18        | 29 046      | 47,89       | 0      |
|                |                                        |              |              |             |             |        |
|                | Fédération des républicains de progrès | 190          | 0,35         |             |             | 0      |
|                |                                        |              |              |             |             |        |
| Inscrits       | Inscrits                               | 75 130       | 100,00       | 75 117      | 100,00      | 2      |
| Abstentions    | Abstentions                            | 20 508       | 27,3         | 13 420      | 17,87       |        |
| Votants        | Votants                                | 54 622       | 72,7         | 61 697      | 82,13       |        |
| Blancs et nuls | Blancs et nuls                         | 1 036        | 1,9          | 1 045       | 1,69        |        |
| Exprimés       | Exprimés                               | 53 586       | 98,1         | 60 652      | 98,31       |        |

### Résultats par circonscription

#### Première circonscription (Gap)
| Candidat       | Candidat                       | Parti          | Premier tour | Premier tour | Second tour | Second tour |  |
| Candidat       | Candidat                       | Parti          | Voix         | %            | Voix        | %           |  |
| -------------- | ------------------------------ | -------------- | ------------ | ------------ | ----------- | ----------- |  |
|                | Pierre Bernard-Reymond sortant | UDF (CDS)      | 14 167       | 46,60        | 16 026      | 47,17       |  |
|                | Daniel Chevallier élu          | PS             | 11 484       | 37,78        | 17 946      | 52,83       |  |
|                | Jean-Jacques Ferrero           | PCF            | 4 558        | 14,99        |             |             |  |
|                | Henri Pernot                   | FRP            | 190          | 0,63         |             |             |  |
|                |                                |                |              |              |             |             |  |
| Inscrits       | Inscrits                       | Inscrits       | 41 359       | 100,00       | 41 351      | 100,00      |  |
| Abstentions    | Abstentions                    | Abstentions    | 10 513       | 25,42        | 6 920       | 16,73       |  |
| Votants        | Votants                        | Votants        | 30 846       | 74,58        | 34 431      | 83,27       |  |
| Blancs et nuls | Blancs et nuls                 | Blancs et nuls | 447          | 1,45         | 459         | 1,33        |  |
| Exprimés       | Exprimés                       | Exprimés       | 30 399       | 98,55        | 33 972      | 98,67       |  |

#### Deuxième circonscription (Briançon)
| Candidat       | Candidat              | Parti          | Premier tour | Premier tour | Second tour | Second tour |  |
| Candidat       | Candidat              | Parti          | Voix         | %            | Voix        | %           |  |
| -------------- | --------------------- | -------------- | ------------ | ------------ | ----------- | ----------- |  |
|                | Paul Dijoud sortant   | UDF (PR)       | 11 117       | 47,94        | 13 020      | 48,80       |  |
|                | Robert de Caumont élu | PS             | 9 117        | 39,32        | 13 660      | 51,20       |  |
|                | Claude Wursteisen     | PCF            | 2 953        | 12,74        |             |             |  |
|                |                       |                |              |              |             |             |  |
| Inscrits       | Inscrits              | Inscrits       | 33 771       | 100,00       | 33 766      | 100,00      |  |
| Abstentions    | Abstentions           | Abstentions    | 9 995        | 29,6         | 6 500       | 19,25       |  |
| Votants        | Votants               | Votants        | 23 776       | 70,4         | 27 266      | 80,75       |  |
| Blancs et nuls | Blancs et nuls        | Blancs et nuls | 589          | 2,48         | 586         | 2,15        |  |
| Exprimés       | Exprimés              | Exprimés       | 23 187       | 97,52        | 26 680      | 97,85       |  |